# Oléothermie
L'oléothermie est un procédé de traitement du bois. 
Ce procédé innovant a été développé initialement en France, au Centre national de la recherche scientifique (CNRS) et au Centre de coopération internationale en recherche agronomique pour le développement (CIRAD) de Montpellier avec un financement de l'Agence de l'environnement et de la maîtrise de l'énergie (ADEME). Il a fait l'objet d'un transfert de technologie afin de pouvoir l'industrialiser.
Le mot oléothermie est composé à partir du préfixe olea (huile) et du suffixe thermo (chaleur). Le bois traité par oléothermie est un bois thermohuilé.